# هرایر میکائلیان
هرایر میکائلیان (ارمنی: Հրայր Հովհաննեսի Միքայելյան؛  زادهٔ ۹ مهٔ ۱۹۲۰ - درگذشته ۱۹۹۵)  سیاستمدار اهل ارمنستان بود که از تاریخ تا تاریخ سمت فهرست رئیسان سرویس امنیت ملی ارمنستان را برعهده داشت.

## زندگی‌نامه
در ۹ مهٔ ۱۹۲۰ در روستای تولورس به دنیا آمد و از انستیتو دولتی علوم پرورشی سیدی ترکمن و آکادمی اطلاعات خارجی فارغ‌التحصیل شد.  وی در ۱۹۹۵ در سن ۷۵ سالگی در ایروان درگذشت.

## یادداشت
1. ↑  Սեիթնազար Սեիդիի անվան թուրքմենական պետականմանկավարժական ինստիտուտ
2. ↑  Արտաքին հետախուզության ակադեմիա